# Álvaro Pereira
Álvaro Daniel Pereira Barragán (Montevideo, Uruguay, 28 de noviembre de 1985) es un exfutbolista y actual entrenador uruguayo. Jugó de lateral izquierdo pero también podía hacerlo de extremo y carrilero. Actualmente dirige a Cambaceres de la Primera D de Argentina.
Fue internacional con la selección uruguaya y participó en las Copa Mundiales de 2010 y 2014 y Copas Américas 2011, 2015 y 2016, siendo campeón en la edición Argentina 2011.

## Trayectoria

### Clubes

#### Inicio
Surgió de las divisiones inferiores del Club Nacional de Football. Debutó en la Primera División uruguaya con el Miramar Misiones en 2004.

#### Quilmes
En 2006 pasó al Quilmes Atlético Club de la Primera División de Argentina, donde permaneció un año y no pudo evitar el descenso del club a la Primera C Nacional. 

#### Argentinos Juniors
A mitad de 2007 fue transferido a Argentinos Juniors, también de Argentina, para disputar el Apertura 2007. Jugó todos los partidos de ese torneo y marcó 8 goles, incluyendo una tripleta, y fue el máximo goleador del equipo en el torneo.

#### CFR Cluj
Después de un año en el equipo argentino, a mitad de 2008, fue fichado por el CFR Cluj de Rumania, donde ganó una Copa de Rumania, consiguiendo su primer campeonato oficial.

#### Porto FC
En junio de 2009 fue transferido al Fútbol Club Oporto, en el que ganó dos Ligas portuguesas, dos Copas de Portugal, 4 Supercopas de Portugal y una Liga Europa de la UEFA. En el año 2010 marcó su primer gol con la selección uruguaya en el mundial de Sudáfrica.

#### Inter de Milán y São Paulo
En el mes de agosto del 2012 fue transferido al Inter de Milán. En enero de 2014 fue cedido por un año y medio al São Paulo de Brasil. Durante la temporada 2014, Pereira disputó 138 minutos en 24 horas, repartidos entre un partido con la selección de Uruguay y uno con su club.

#### Estudiantes de La Plata
El 22 de  enero de 2015 fue anunciado su traspaso al Club Estudiantes de La Plata, cedido una temporada por el Def. Cambaceres.

#### Getafe CF
El 1 de febrero de 2016, se confirmó su cesión al Getafe CF para lo que restaba de temporada.

#### Cerro Porteño
En julio de 2016 llegó a Paraguay a firmar un año en Cerro Porteño, allí lo llevó a la semifinal de la Copa Sudamericana, aun así no le sirvió el empate 1-1 contra Nacional de Colombia donde él metió gol en contra.
En el 2017 jugó la temporada en Cerro Porteño hasta junio, cuando terminó su contrato. Firmó 6 meses más pero la lesión no le dejó jugar y Cerro Porteño se consagraba campeón. 
En el 2018, ya recuperado de la lesión, volvió a jugar en abril. Pero cuatro meses más tarde, el charrúa sufrió una fractura en el segundo metatarsiano del pie izquierdo, lo que lo ausentó por el resto de la temporada.

#### Club Cambaceresde Football
Ya en el año 2019, se confirma su fichaje por el Club Nacional de Football, con el que jugó la pretemporada y logró vencer al Club Atlético Peñarol por penales en la Supercopa Uruguaya 2019.

#### Clubes como agente libre
Luego de este pasaje por Nacional, en el que jugó solamente ocho partidos, Álvaro Pereira se convirtió en agente libre y volvió al Paraguay, en donde pasó a formar parte del Club River Plate de la ciudad de Asunción en el mes de enero de 2020.
El día 7 de octubre de ese mismo año Pereira volvería a jugar en Europa, pero esta vez como parte del plantel del ŠKF Sereď en la Super Liga de Eslovaquia. En este club permaneció solamente dos meses, hasta diciembre de 2020, debido a que contrajo COVID-19; llegó a jugar nada más que siete minutos en un encuentro contra el FC ViOn Zlaté Moravce.
Tras esa experiencia fue que en febrero de 2021 Álvaro Pereira retornó al fútbol sudamericano, al sumarse al plantel del Estudiantes de Mérida Fútbol Club, en Venezuela.

### Trayectoria como entrenador
El 14 de julio de 2022, Álvaro Pereira es confirmado como nuevo entrenador de Defensores de Cambaceres, siendo su debut como director técnico.

## Selección de Uruguay

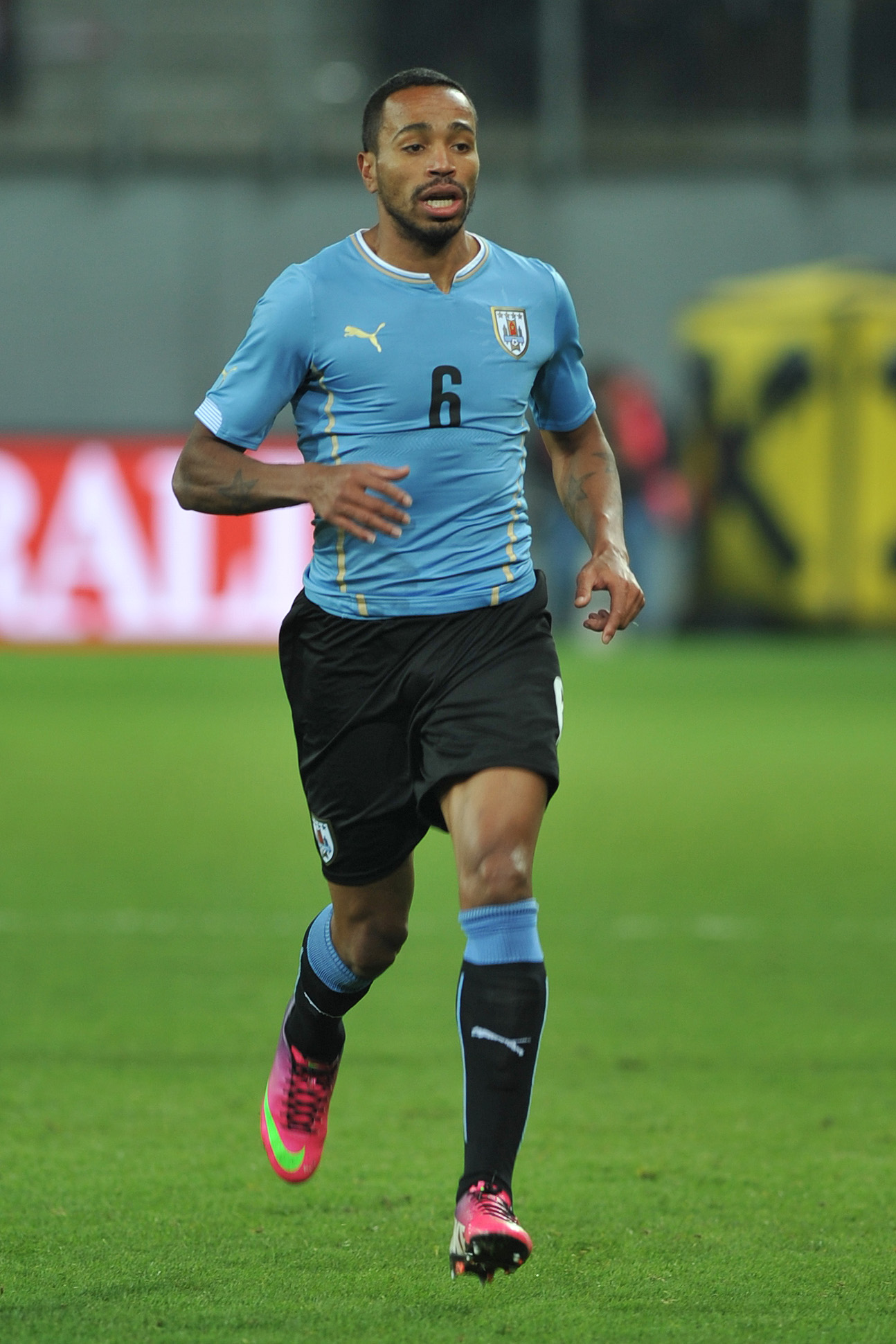
Álvaro Pereira, con la Selección uruguaya en 2014.

El 19 de noviembre de 2008, bajo la dirección técnica de Óscar Washington Tabárez, debutó en la selección uruguaya en un amistoso contra Francia en Saint-Denis. Su debut en un partido oficial fue el 28 de marzo de 2009, en el Estadio Centenario contra Paraguay en la 11.ª jornada de las eliminatorias para el mundial 2010. Entre sus logros en la selección uruguaya se destacan el cuarto puesto en el mundial 2010 y la obtención del título de la Copa América 2011.
El 12 de mayo de 2014 el entrenador de la selección uruguaya, Óscar Washington Tabárez, incluyó a Pereira en la lista provisional de 25 jugadores con los que inició la preparación para el Copa Mundial de Fútbol de 2014. Finalmente fue confirmado en la lista definitiva de 23 jugadores el 31 de mayo.

### Participaciones en Copa del Mundo
| Mundial                        | Sede      | Resultado        | Partidos | Goles |
| ------------------------------ | --------- | ---------------- | -------- | ----- |
| Copa Mundial de Fútbol de 2010 | Sudáfrica | Cuarto lugar     | 5        | 1     |
| Copa Mundial de Fútbol de 2014 | Brasil    | Octavos de final | 3        | 0     |

### Participaciones en Copa América
| Copa              | Sede           | Resultado        | Partidos | Goles |
| ----------------- | -------------- | ---------------- | -------- | ----- |
| Copa América 2011 | Argentina      | Campeón          | 5        | 2     |
| Copa América 2015 | Chile          | Cuartos de final | 3        | 0     |
| Copa América 2016 | Estados Unidos | Primera ronda    | 1        | 0     |

### Participaciones en Copa de las Confederaciones
| Copa                      | Sede   | Resultado    | Partidos | Goles |
| ------------------------- | ------ | ------------ | -------- | ----- |
| Copa Confederaciones 2013 | Brasil | Cuarto lugar | 3        | 0     |

## Estadísticas
Datos actualizados al 29 de febrero de 2020.
| Miramar Misiones · Uruguay |               |               |     |    |    |    |    |    |    |     |     |    |
| 1.ª | 2004          | 12            | 0   | -  | -  | -  | -  | -  | -  | 12  | 0   |    |
| 1.ª | 2005          | 16            | 1   | -  | -  | -  | -  | -  | -  | 16  | 1   |    |
| Total club | Total club    | 28            | 1   | 0  | 0  | 0  | 0  | 0  | 0  | 28  | 1   |    |
| Quilmes Argentina |               |               |     |    |    |    |    |    |    |     |     |    |
| 1.ª | A-2005        | 3             | 0   | -  | -  | -  | -  | -  | -  | 3   | 0   |    |
| 1.ª | C-2006        | 1             | 0   | -  | -  | -  | -  | -  | -  | 1   | 0   |    |
| 1.ª | A-2006        | 15            | 0   | -  | -  | -  | -  | -  | -  | 15  | 0   |    |
| 1.ª | C-2007        | 13            | 0   | -  | -  | -  | -  | -  | -  | 13  | 0   |    |
| Total club | Total club    | 32            | 0   | 0  | 0  | 0  | 0  | 0  | 0  | 32  | 0   |    |
| Argentinos Juniors Argentina |               |               |     |    |    |    |    |    |    |     |     |    |
| 1.ª | A-2007        | 19            | 7   | -  | -  | -  | -  | -  | -  | 19  | 7   |    |
| 1.ª | C-2008        | 16            | 4   | -  | -  | -  | -  | -  | -  | 16  | 4   |    |
| Total club | Total club    | 35            | 11  | 0  | 0  | 0  | 0  | 0  | 0  | 35  | 11  |    |
| CFR Cluj · Rumania |               |               |     |    |    |    |    |    |    |     |     |    |
| 1.ª | 2008-09       | 29            | 1   | -  | -  | 2  | 1  | 6  | 0  | 37  | 2   |    |
| Total club | Total club    | 29            | 1   | 0  | 0  | 2  | 1  | 6  | 0  | 37  | 2   |    |
| Porto Portugal |               |               |     |    |    |    |    |    |    |     |     |    |
| 1.ª | 2009-10       | 28            | 1   | -  | -  | 10 | 0  | 8  | 0  | 46  | 1   |    |
| 1.ª | 2010-11       | 21            | 0   | -  | -  | 4  | 1  | 14 | 0  | 39  | 1   |    |
| 1.ª | 2011-12       | 23            | 1   | -  | -  | 4  | 0  | 7  | 0  | 34  | 1   |    |
| Total club | Total club    | 72            | 2   | 0  | 0  | 18 | 1  | 29 | 0  | 119 | 3   |    |
| Internazionale · Italia |               |               |     |    |    |    |    |    |    |     |     |    |
| 1.ª | 2012-13       | 28            | 1   | -  | -  | 3  | 0  | 9  | 0  | 40  | 1   |    |
| 1.ª | 2013          | 5             | 0   | -  | -  | 2  | 0  | -  | -  | 7   | 0   |    |
| Total club | Total club    | 33            | 1   | 0  | 0  | 5  | 0  | 9  | 0  | 47  | 1   |    |
| São Paulo · Brasil |               |               |     |    |    |    |    |    |    |     |     |    |
| 1.ª | 2014          | 21            | 0   | 11 | 1  | 6  | 0  | 6  | 0  | 44  | 1   |    |
| Total club | Total club    | 21            | 0   | 11 | 1  | 6  | 0  | 6  | 0  | 44  | 1   |    |
| Estudiantes de La Plata Argentina |               |               |     |    |    |    |    |    |    |     |     |    |
| 1.ª | 2015          | 24            | 0   | -  | -  | 2  | 1  | 10 | 0  | 36  | 1   |    |
| Total club | Total club    | 24            | 0   | 0  | 0  | 2  | 1  | 10 | 0  | 36  | 1   |    |
| Getafe · España |               |               |     |    |    |    |    |    |    |     |     |    |
| 1.ª | 2016          | 6             | 0   | -  | -  | -  | -  | -  | -  | 6   | 0   |    |
| Total club | Total club    | 6             | 0   | 0  | 0  | 0  | 0  | 0  | 0  | 6   | 0   |    |
| Cerro Porteño Paraguay |               |               |     |    |    |    |    |    |    |     |     |    |
| 1.ª | C-2016        | 15            | 1   | -  | -  | -  | -  | 10 | 2  | 25  | 3   |    |
| 1.ª | A-2017        | 5             | 0   | -  | -  | -  | -  | 1  | 0  | 6   | 0   |    |
| 1.ª | A-2018        | 1             | 0   | -  | -  | -  | -  | -  | -  | 1   | 0   |    |
| 1.ª | C-2018        | 3             | 0   | -  | -  | -  | -  | -  | -  | 3   | 0   |    |
| Total club | Total club    | 24            | 1   | 0  | 0  | 0  | 0  | 11 | 2  | 35  | 3   |    |
| Nacional · Uruguay |               |               |     |    |    |    |    |    |    |     |     |    |
| 1.ª | 2019          | 5             | 0   | -  | -  | 1  | 0  | -  | -  | 6   | 0   |    |
| Total club | Total club    | 5             | 0   | 0  | 0  | 1  | 0  | 0  | 0  | 6   | 0   |    |
| River Plate Paraguay |               |               |     |    |    |    |    |    |    |     |     |    |
| 1.ª | A-2020        | 5             | 0   | -  | -  | -  | -  | 2  | 0  | 7   | 0   |    |
| Total club | Total club    | 5             | 0   | 0  | 0  | 0  | 0  | 2  | 0  | 7   | 0   |    |
| Estudiantes de Mérida · Venezuela |               |               |     |    |    |    |    |    |    |     |     |    |
| 1.ª | 2021          | 6             | 0   | -  | -  | -  | -  | 2  | 0  | 8   | 0   |    |
| Total club | Total club    | 6             | 0   | 0  | 0  | 0  | 0  | 2  | 0  | 8   | 0   |    |
| Total carrera | Total carrera | Total carrera | 316 | 17 | 11 | 1  | 34 | 3  | 75 | 2   | 433 | 20 |
| (1) Incluye datos del Campeonato Paulista. (2) Incluye datos de la Copa de Rumania, Supercopa de Portugal, Copa de Portugal, Copa de la Liga de Portugal, Copa de Brasil, Copa Argentina, Supercopa Uruguaya. (3) Incluye datos de la Liga de Campeones de la UEFA, Liga Europa de la UEFA, Copa Sudamericana, Copa Libertadores. (4) No incluye goles en partidos amistosos. |               |               |     |    |    |    |    |    |    |     |     |    |

## Palmarés

### Títulos nacionales
| Título                | Club                      | País     | Año  |
| --------------------- | ------------------------- | -------- | ---- |
| Copa de Rumania       | CFR Cluj                  | Rumania  | 2009 |
| Supercopa de Portugal | Porto                     | Portugal | 2009 |
| Copa de Portugal      | Porto                     | Portugal | 2010 |
| Supercopa de Portugal | Porto                     | Portugal | 2010 |
| Primeira Liga         | Porto                     | Portugal | 2011 |
| Copa de Portugal      | Porto                     | Portugal | 2011 |
| Supercopa de Portugal | Porto                     | Portugal | 2011 |
| Primeira Liga         | Porto                     | Portugal | 2012 |
| Supercopa de Portugal | Porto                     | Portugal | 2012 |
| Primera División      | Cerro Porteño             | Paraguay | 2017 |
| Supercopa Uruguaya    | Club Nacional de Football | Uruguay  | 2019 |
| Campeonato Uruguayo   | Club Nacional de Football | Uruguay  | 2019 |

### Títulos internacionales
| Título             | Equipo               | Sede      | Año  |
| ------------------ | -------------------- | --------- | ---- |
| UEFA Europa League | Porto                | Irlanda   | 2011 |
| Copa América       | Selección de Uruguay | Argentina | 2011 |